# گابریل سوارس
گابریل سوارس (ایتالیایی: Gabriel Soares؛ زادهٔ ۲۲ ژانویهٔ ۱۹۹۷) قایقران روئینگ متولد برزیل اهل ایتالیا است.
وی در مسابقات کشوری و بین‌المللی در مجموع برندهٔ ۲ مدال طلا، ۶ مدال نقره، ۱ مدال برنز شده است.